# Transposition sigmatropique

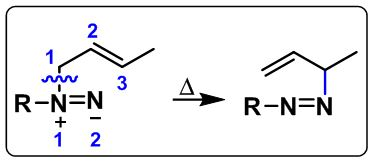
Un exemple de transposition sigmatropique [2,3].

Une transposition sigmatropique est une réaction organique au cours de laquelle la migration d'une liaison σ allylique est accompagnée d'une réorganisation du système π.

## Nomenclature
Les transpositions sigmatropiques sont des réactions péricycliques, et en tant que telles leur stéréospécificité est prévisible à l'aide des règles de Woodward-Hoffmann. C'est également à Robert Burns Woodward et Roald Hoffmann qu'on doit la nomenclature des transpositions sigmatropiques : Les réarrangements sigmatropiques sont décrits de manière concise par un terme d'ordre [i,j], qui est défini comme la migration d'une liaison σ adjacente à un ou plusieurs systèmes π vers une nouvelle position entre les atomes situés (i−1) et (j−1) atomes plus loin que l'emplacement d'origine de la liaison σ. Par exemple, dans le schéma ci-dessus, il s'agit d'une transposition sigmatropique [2,3] puisque la nouvelle liaison σ se crée entre les atomes situés respectivement à 1 et 2 atomes de distance de ceux entre lesquels la liaison σ de départ a été défaite. Les atomes d'hydrogène ne sont pas comptés, c'est pourquoi lorsque c'est une liaison σ avec un atome d'hydrogène qui migre le chiffre 1 apparaît en première position entre les crochets.

## Exemples

### Transpositions [3,3]
Les transpositions sigmatropiques [3,3] sont les plus largement décrites. Plusieurs réactions de chimie organique nommées sont des cas particuliers de transpositions [3,3]. Citons notamment :
- la transposition de Cope,
- les réarrangements de Claisen,
- le passage de l'énamine à l'imine dans la synthèse d'indole de Fischer.

### Transpositions [2,3]
Un exemple de transposition [2,3] est le réarrangement de Sommelet-Hauser.